# Colonia Baranda
Colonia Baranda es una localidad argentina situada en el sudeste de la provincia del Chaco, en el departamento San Fernando. Depende administrativamente de la ciudad de Resistencia, de la cual dista unos 40 km; cuenta con una delegación municipal de la misma. Colonia Baranda nació como un pujante obraje vinculado a una planta de tanino, alcanzando a albergar 1.500 familias, aunque una vez cerrada la fábrica la población disminuyó hasta los 336 habitantes con que contaba en 2010.
En sus cercanías se halla el arroyo Saladito.

## Toponimia
Proviene de Demetrio Baranda, quien adquirió la fábrica de tanino ubicada en la localidad en 1923. Hasta ese momento el lugar era conocido como La Colonia.

## Historia
En 1923 Demetrio Baranda adquirió una planta de tanino, de la cual dependían unas 1.500 familias, con lo que el poblado alcanzó gran grado de desarrollo, incluyendo correo, energía eléctrica, cine y periódico, entre otros servicios. En 1937 la fábrica pasó a manos de La Forestal, luego pasó al Estado Nacional a comienzos de 1950 y finalmente a la provincia del Chaco, tras lo cual la actividad cesó.

## Salud
Cuenta con un establecimiento geriátrico, cuyo tamaño poblacional dentro de la localidad influye en la alta tasa de mortalidad del lugar, y con un hospital.

## Vías de comunicación
Su principal vía de comunicación es la ruta provincial 13, que la vincula al este con la ruta nacional 11 y por ésta a Resistencia y a la provincia de Santa Fe, y al oeste con Cote Lai y la provincia de Santiago del Estero. El pavimento del tramo que vincula la RP13 con la RN11 fue inaugurado en octubre de 2021.

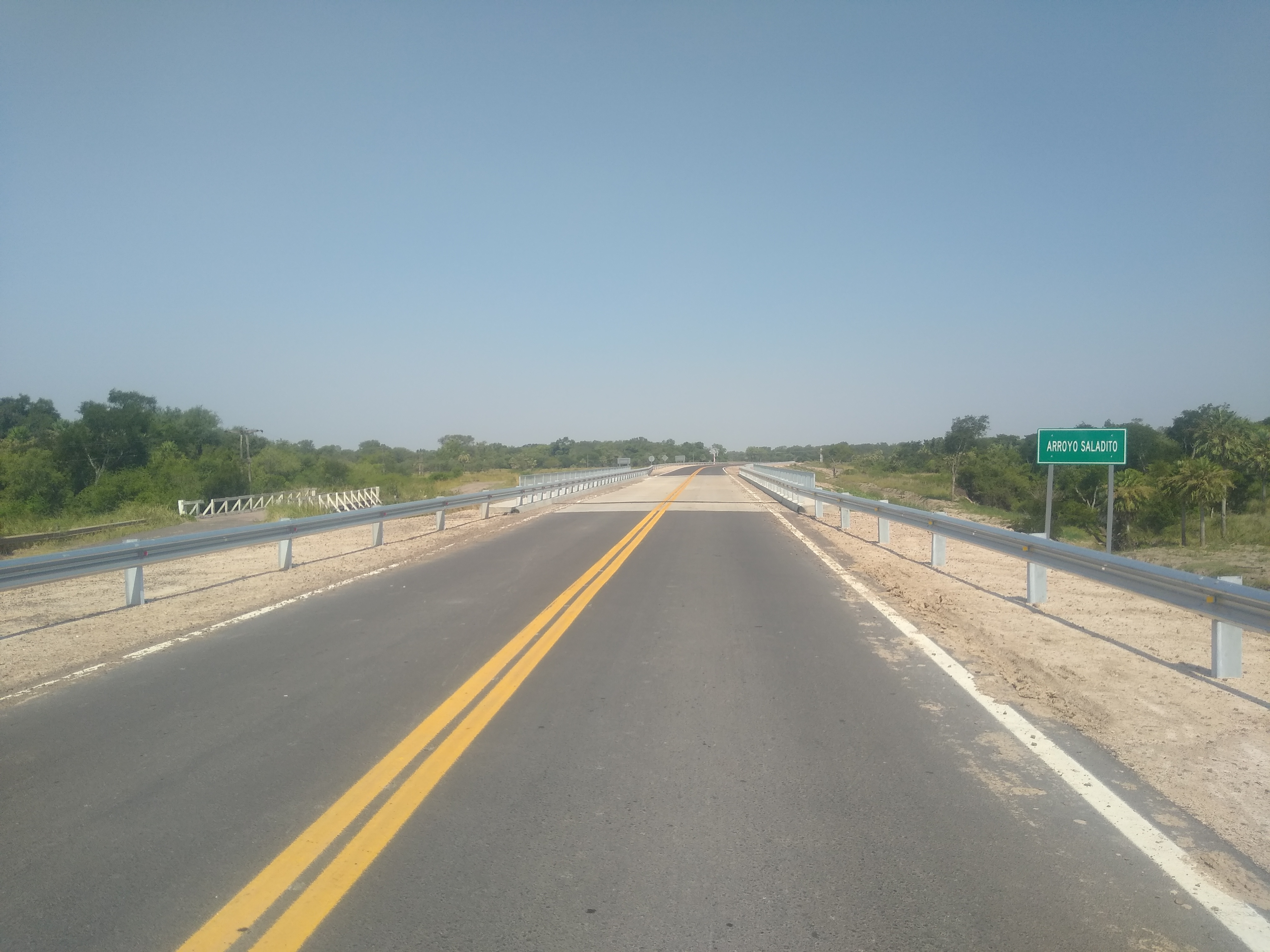
Ruta 13, principal acceso al pueblo

## Población
Cuenta con 336 habitantes (Indec, 2010), lo que representa un descenso del 14% frente a los 391 habitantes (Indec, 2001) del censo anterior.
| Gráfica de evolución demográfica de Colonia Baranda entre 1991 y 2010 |
|                                                                       |
| Fuente: Censos nacionales del INDEC                                   |

## Lugareños ilustres
- Luis Landriscina, humorista
- Carlos José Pino, cantante

## Galería de fotos

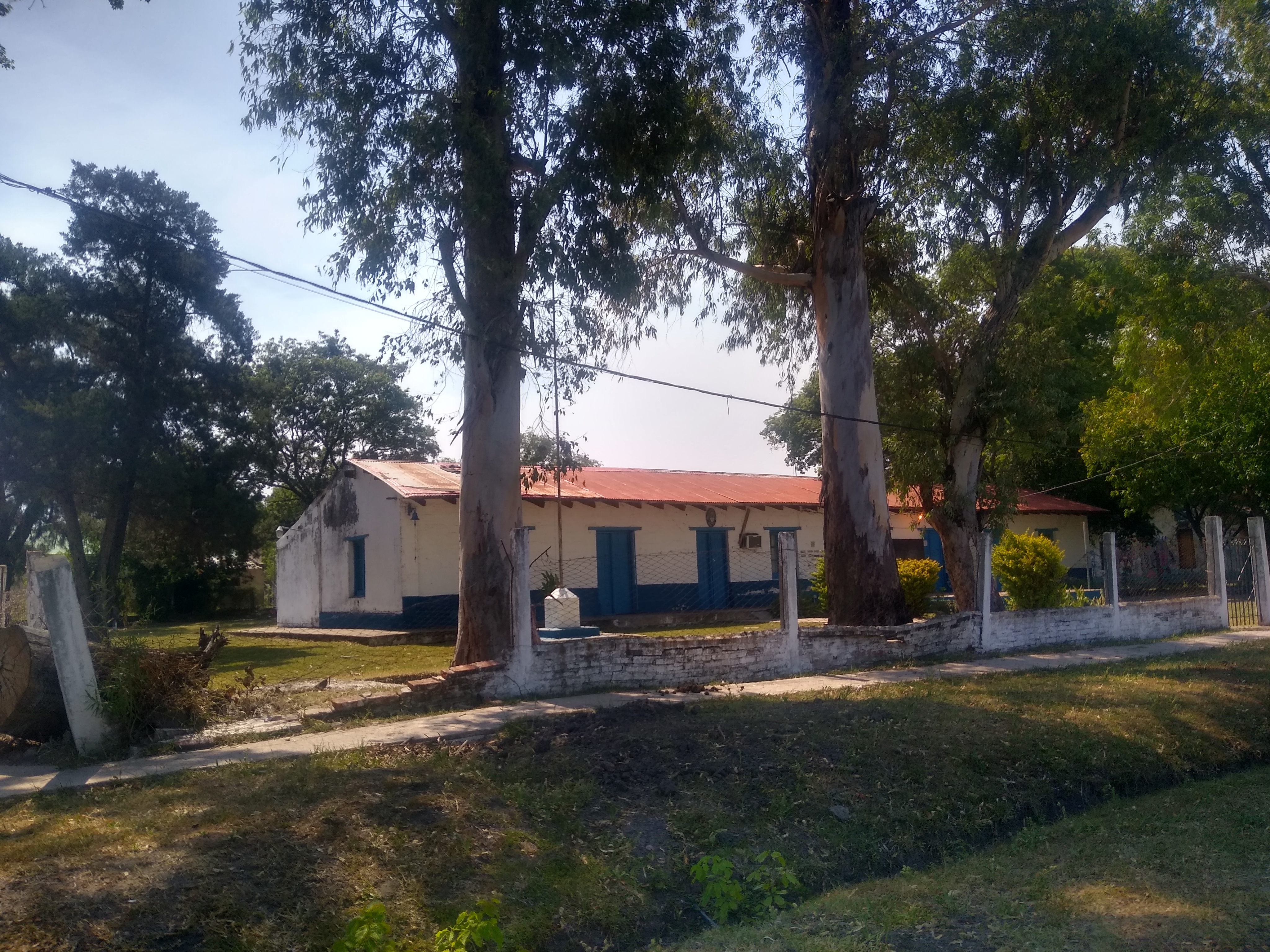
Escuela secundaria
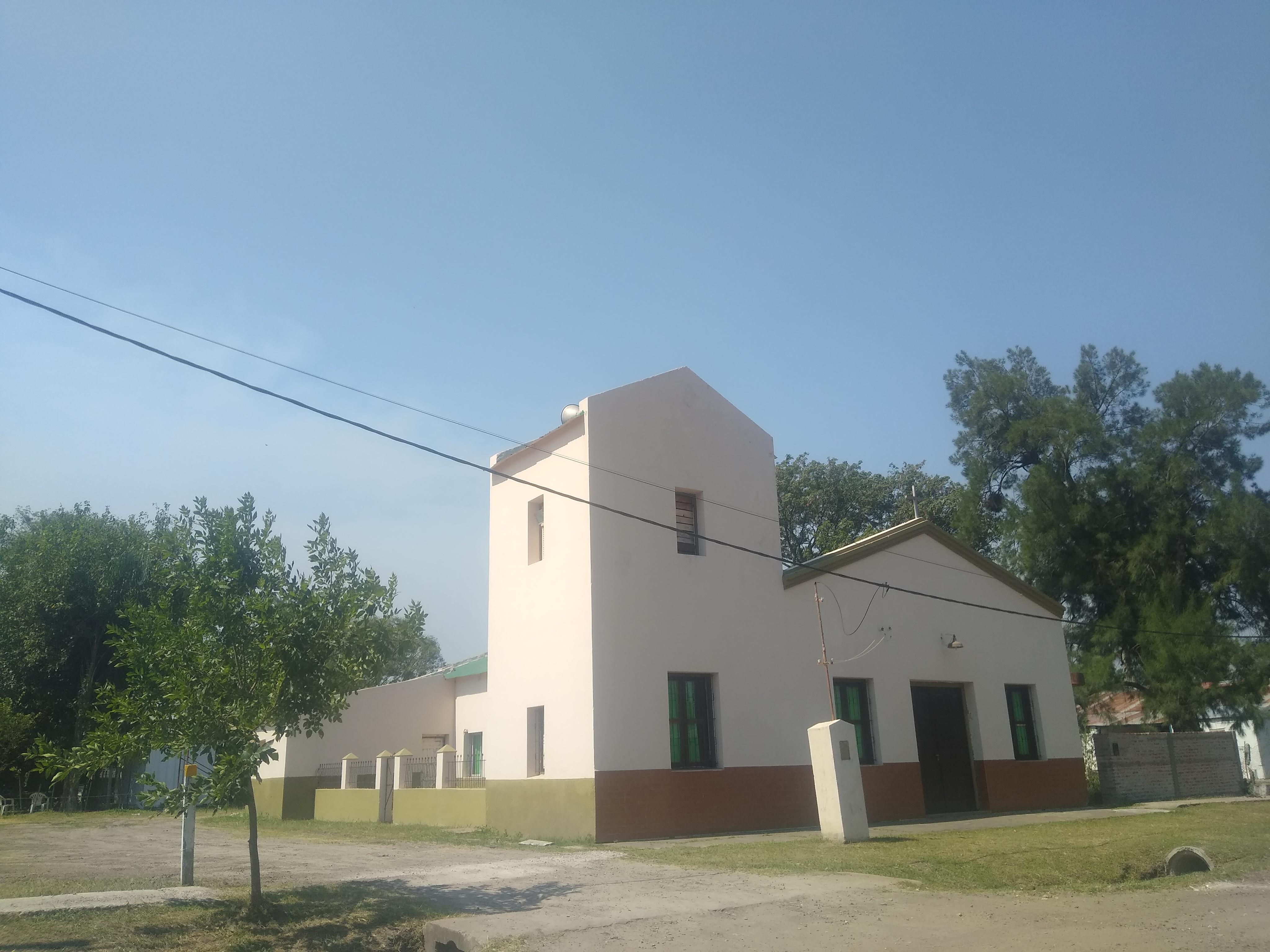
Templo católico
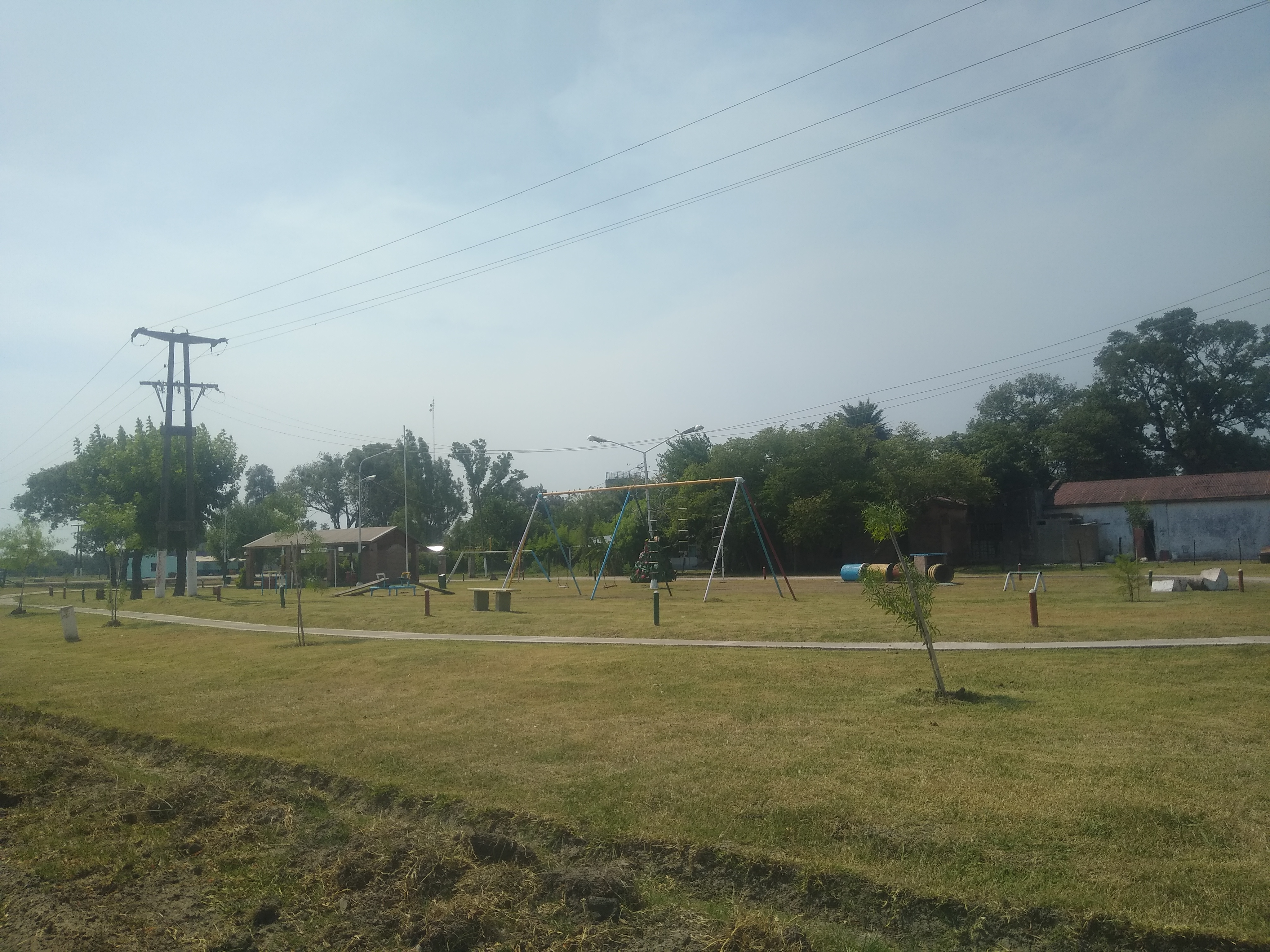
Plaza principal